# 小石站

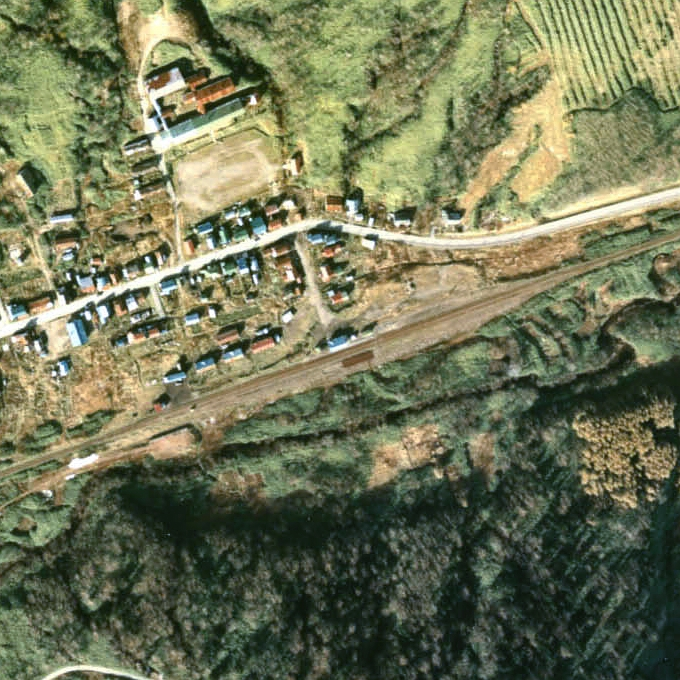
1977年的小石站與方圓約500米範圍。左邊是南稚內方向。相中是無人化後的姿態。車站大樓旁邊為一座月台，月台對面設有路軌，後來濱頓別一方的分支撤走變成引込線，該路軌停泊了維護路軌用的軌道工程車。曾經此站設有2面2線的相對式月台，當時設有副本線，車站大樓旁邊濱頓別一方設有貨物月台和引込線。貨物月台側設有料場曾經堆放木材。周邊的山在戰後開發了礦坑，北邊靠近南稚內一方設有專用線。另外，在南側安裝了一個料斗，從副本線連接側線。在1966年，礦坑關閉後，站內幾乎沒有再處理貨物。

小石站（日语：／ Koishi eki */?）是位於北海道宗谷郡猿拂村字小石，北海道旅客鐵道（JR北海道）的天北線車站（廢站）。隨著天北線廢線，車站在1989年（平成元年）5月1日廢除。

## 概要
此站至曲淵站之間相距17.7公里。在青函隧道啟用後，龍飛海底站至吉岡海底站之間打破了紀錄，成為中途不包括信號站，日本站間最長區間。在車站無人化同時把交會設備停止使用，為免曲淵站至鬼志別站之間擁有長23.0公里的一個閉塞區間，加上有列車以此站為終點站，因此直至國鐵末期仍有職員處理閉塞系統。 
截至1983年，音威子府站至此站之間設有1班下行列車。

## 歷史
- 1922年（大正11年）11月1日 - 鐵道省宗谷本線鬼志別站至稚內站（現時：南稚內站）之間開通（宗谷本線全線開通），此站啟用[4][1][5][6]。一般車站[1]。
- 1930年（昭和5年）4月1日 - 音威子府站至稚內站之間的路段改名為北見線，成為北見線車站[5]。
- 1947年（昭和22年） - 北海道拓殖炭礦專用線（後來為藤田炭礦宗谷礦業所專用線）啟用[7]。
- 1949年（昭和24年）6月1日 - 日本國有鐵道成立，成為日本國有鐵道車站。
- 1961年（昭和36年）4月1日 - 路線改名為天北線，成為天北線車站[5]。
- 1967年（昭和42年）3月 - 藤田炭礦宗谷礦業所專用線廢除[7]。
- 1973年（昭和48年）9月17日 - 結束處理貨物、行李[8]。同時，售票和檢票業務，交會設備也停止使用。客運業務無人化[9]（簡易委託車站）。但是，仍然有職員處理閉塞系統。
- 1986年（昭和61年）11月1日 - 不再處理閉塞，完全成為無人車站。
- 1987年（昭和62年）4月1日 - 伴隨國鐵分割民營化，車站由北海道旅客鐵道（JR北海道）營運[1]。
- 1989年（平成元年）5月1日 - 天北線全線廢除，此站也廢除[1]。

## 車站構造
截至車站廢除前，車站是一座地面車站，設有1面1線的單式月台。月台位於路軌北邊（南稚內方向的列車會開啟右邊車門）。曾經此站設有2面2線的相對式月台，當時可進行列車交會。截至1983年（昭和58年），在外邊的一條側線在廢除交會設備後也沒有使用，該側線在音威子府一方設有轉轍器，路軌中途被撤去。
此站是無人車站（簡易委託車站）。在有人車站時代設有木製車站大樓。大樓位於站內北邊，連接月台中央。

## 站名的由來
車站名稱取自所在地。地名取自附近的海濱有許多小石而得名。

## 車站周邊
曾經車站附近的村落以炭礦而繁榮。截至1983年（昭和58年），附近可看見露天開採的小型礦場。
- 北海道道138號豐富猿拂線
- 北海道道889號上猿拂清濱線（日语：北海道道889号上猿払清浜線）
- 小石簡易郵局
- 鄂霍次克海陸食品株式會社
- 鬼志別川[12]

## 巴士路線
曾經設有鐵路替代巴士路線，由宗谷巴士營運的天北線。在2011年（平成23年）10月1日走線變更後會通過此站。使小石至曲淵之間的公共交通被消滅。現時猿拂村至鬼志別之間設有替代需求巴士服務。

## 現況

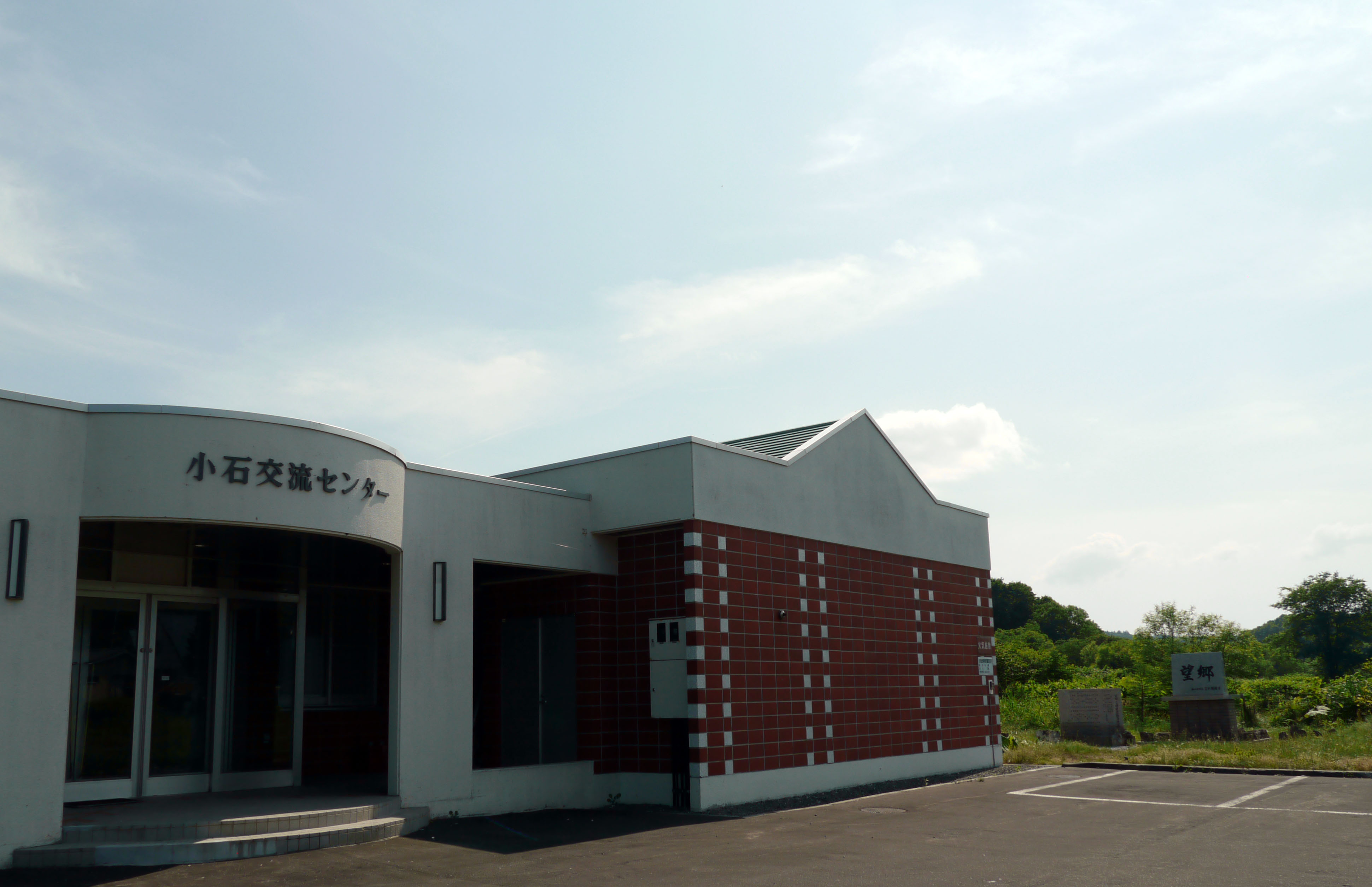
小石站遺址(2011年8月4日)

截至2001年（平成13年），由當地自治會建立了記載「望鄉」的石碑，當中記載了天北線的歷史。此外，於石碑旁邊設置了寫上「小石站」的牌子。截至2010年（平成22年），石碑仍然存在。另外截至2011年（平成23年），車站部分位置建設了停車場。也建設了「小石交流中心」。
此外，站名牌上的牌子遷移至鬼志別站內的「鬼志別巴士總站」一樓天北線資料展示室作保存和展示。
在曾經為「日本最長駅間」的山嶺區間，與道道並行區間中，截至2001年（平成13年）可該該段看到路軌的路基。截至2010年（平成22年）沒有變化，更可確認路軌的橋腳。

## 藤田炭礦宗谷礦業所惠用線
隨著戰後開始增產煤炭政策，於車站附近開始採煤，同時開設北海道拓殖炭礦。在1967年（昭和42年）關閉煤礦時廢除。
炭礦地位於小石市區西北方，路線途經一個緩坡。

### 概要
- 路線
  - 區間：小石 - 礦業所[7]
  - 里程 - 1.0公里[7]
- 使用車輛 - 
  - 初期 - 5500形（日语：国鉄5500形蒸気機関車）5560號機（前・國鐵，後來成為日曹炭礦天鹽礦業所專用鐵道（日语：日曹炭鉱天塩砿業所専用鉄道））[7]、1100形（日语：国鉄1100形蒸気機関車）1102號機[7]
  - 後期 - 8100形（日语：国鉄8100形蒸気機関車）8104號機、8112號機（前・國鐵，後來成為定山溪鐵道（日语：定山渓鉄道））[7]

### 歷史
- 1947年（昭和22年） - 北海道拓殖炭礦啟用[7]。
- 日時不詳 - 成為藤田炭礦宗谷礦業所專用線[7]。
- 1967年（昭和42年）3月 - 隨著煤礦關閉而廢除[7]。

## 相鄰車站
北海道旅客鐵道（JR北海道）
天北線
鬼志別－小石－曲淵

## 注腳
1. 1 2 3 4 5 6  石野哲（編）. . JTB. 1998: 907. ISBN 978-4-533-02980-6 （日语）.
2. ↑  1967年撮影航空写真（日語）（國土地理院 地圖、航空相片參閲服務）
3. ↑  1957年測量2.5萬分之1地形圖「鬼志別」
4. ↑  《官報》 1922年10月27日　鉄道省告示第144号 （页面存档备份，存于）（國立國會圖書館數碼化收藏）
5. 1 2 3  書籍《JR・私鉄全線各駅停車1 北海道630駅》（小學館，1993年6月發行）179頁。
6. ↑  書籍《日本鉄道旅行地図帳 全線全駅全廃線 1 北海道》（監修：今尾惠介，新潮社，2008年5月発行）47頁。
7. 1 2 3 4 5 6 7 8 9 10 11 12 13  書籍《よみがえる北海道の鉄道・軌道》（編著：淺原信彦，高井薫平，學研出版，2012年9月發行）118頁。
8. ↑  . 官報. 1972-09-14 （日语）.
9. ↑  . 鐵道公報 (日本國有鐵道總裁室文書課). 1973-09-14: 4 （日语）.
10. 1 2 3 4  書籍《国鉄全線各駅停車1 北海道690駅》（小學館，1983年7月發行）190頁。
11. ↑  書籍《北海道の駅878ものがたり 駅名のルーツ探究》（監修：太田幸夫，富士Contem，2004年2月發行）191頁。
12. ↑  書籍《北海道道路地図 改訂版》（地勢堂，1980年3月發行）17頁。
13. 1 2  書籍《鉄道廃線跡を歩くVIII》（JTB出版，2001年8月發行）41-42頁。
14. 1 2  書籍《新 鉄道廃線跡を歩く1 北海道・北東北編》（JTB出版，2010年4月發行）19頁。
15. 1 2  書籍《北海道の鉄道廃線跡》（著：本久公洋，北海道新聞社，2011年9月發行）250-251頁。